# Crotaphatrema
Crotaphatrema – rodzaj płazów beznogich z rodziny Scolecomorphidae.

## Zasięg występowania
Rodzaj obejmuje gatunki występujące endemicznie w południowo-zachodnim Kamerunie.

## Systematyka
Rodzaj zdefiniował w 1985 roku amerykański herpetolog Ronald Archie Nussbaum w artykule zatytułowanym Systematyka płazów beznogich (Amphibia: Gymnophiona) z rodziny Scolecomorphidae, opublikowanym w czasopiśmie „Occasional Papers of the Museum of Zoology, University of Michigan”. Gatunkiem typowym jest (oryginalne oznaczenie) C. bornmuelleri.

### Etymologia
Crotaphatrema: gr. κροταφος krotaphos ‘boki głowy, skroń’; przedrostek negatywny α a ‘bez’; τρημα trēma ‘dziura, otwór’.

### Podział systematyczny
Do rodzaju należą następujące gatunki:
- Crotaphatrema bornmuelleri (Werner, 1899)
- Crotaphatrema lamottei (Nussbaum, 1981)
- Crotaphatrema tchabalmbaboensis Lawson, 2000